# Eoin O'Duffy
Eoin O'Duffy (nascido Owen Duffy; 28 de janeiro de 1890 - 30 de novembro de 1944) foi um comandante militar, comissário de polícia e líder fascista irlandês. O'Duffy foi o líder da Brigada Monaghan do Exército Republicano Irlandês (IRA) e uma figura proeminente no Úlster durante a Guerra da Independência da Irlanda. Nessa função, ele se tornou chefe de gabinete do IRA em 1922. Ele aceitou o Tratado Anglo-Irlandês e como general tornou-se Chefe do Estado-Maior do Exército Nacional na Guerra Civil Irlandesa, do lado pró-Tratado.
Ele havia sido um dos primeiros membros do Sinn Féin e foi eleito Teachta Dála (TD) para Monaghan no Segundo Dáil em 1921, apoiando o pró-Tratado Sinn Féin na divisão de 1922. Em 1923, ele se associou a Cumann na nGaedheal e se tornou o segundo comissário da Guarda Síochána, a força policial do novo Estado Livre Irlandês, após o Motim da Guarda Cívica e a subsequente renúncia de Michael Staines.
Na década de 1930, O'Duffy sentiu-se atraído pelos vários movimentos fascistas do continente. Em 1933, O'Duffy assumiu o controle do movimento paramilitar chamado Army Comrades Association, também conhecido como Blueshirts. Quando os Blueshirts se fundiram com Cumann na nGaedhael e o National Center Party para formar o Fine Gael, O'Duffy se tornou o primeiro líder do novo partido, permanecendo como tal por 13 meses. Subseqüentemente, ele levantou a Brigada Irlandesa para lutar por Francisco Franco durante a Guerra Civil Espanhola como um ato de solidariedade católica e foi inspirado pela Itália de Benito Mussolini para criar o Partido Corporativo Nacional. Durante a Segunda Guerra Mundial, ele ofereceu à Alemanha nazista a perspectiva de formar uma Brigada Irlandesa para lutar contra a União Soviética na Frente Oriental, mas isso não foi aceito.
O'Duffy atuou em vários órgãos esportivos, incluindo a Gaelic Athletic Association e o Irish Olympic Council.

## Biografia
Eoin O'Duffy nasceu Owen Duffy em Lough Egish, perto de Castleblayney, Condado de Monaghan, em 28 de janeiro de 1890 em uma família pobre de pequenos proprietários.  Ele era o caçula de sete filhos.  Seu pai, também chamado Owen Duffy, herdou sua fazenda de 15 acres de seu pai Peter em 1888; no entanto, a família foi forçada a cultivar terras de conacre e trabalhar nas estradas para sobreviver. O'Duffy frequentou a escola nacional Laggan.  Ele se formou em uma escola em Laragh, onde desenvolveu um interesse pelo Renascimento Gaélico e frequentou aulas noturnas oferecidas pela Liga Gaélica.  Ele era próximo de sua mãe, Bridget Fealy, que morreu de câncer quando ele tinha 12 anos.  O'Duffy ficou arrasado com a morte dela e usou o anel dela pelo resto da vida. 
Em 1909, ele prestou o exame de bolsa do rei para o St Patrick's College, em Dublin, mas como uma vaga não estava garantida, ele se candidatou para se tornar um escriturário no escritório do agrimensor do condado em Monaghan. O'Duffy decidiu seguir carreira como agrimensor e ficou em quinto lugar no exame do conselho do governo local em 1912.  O'Duffy foi nomeado e mudou-se para Newbliss para assumir seu novo cargo.  Mais tarde, ele conseguiu um cargo como engenheiro.
Acredita-se que tenha se envolvido romanticamente com o ator Micheal MacLiammóir.

## Envolvimento no esporte

### Ulster GAA
O'Duffy era um dos principais membros da Gaelic Athletic Association (GAA) no Úlster. Ele foi nomeado secretário do Conselho Provincial de Ulster em 1912. Mais tarde, ele serviu como tesoureiro do conselho GAA Ulster de 1921 a 1934. Seu importante papel no desenvolvimento do GAA em Ulster é lembrado pelo O'Duffy Terrace no principal estádio provincial, o St Tiernach's Park em Clones (Condado de Monaghan).  Em dezembro de 2009, uma placa foi erguida em memória de O'Duffy em Aughnamullen. A placa foi inaugurada pelo Presidente do Conselho do Ulster GAA, Tom Daly. 
Ele também foi membro do clube de futebol gaélico Harps. 

### Outros esportes
Além de ser uma figura proeminente no Ulster GAA, ele também atuou em outros esportes. Ele foi presidente da Associação Irlandesa de Handebol Amador de 1926 a 1934, da Associação Nacional de Atletismo e Ciclismo de 1931 a 1934 (que ele fundou em 1922) e do Conselho Olímpico Irlandês de 1931 a 1932. 
O'Duffy acreditava no ideal de "masculinidade limpa". Ele disse que o esporte "cultiva no menino hábitos de autocontrole [e] abnegação" e promove "o mais puro e saudável dos instintos da juventude". Ele disse que a falta de esporte fez com que alguns meninos "falhassem em manter seu atletismo, mas se tornassem jovens esquálidos, fumando cedo demais, bebendo cedo demais". 

## Atividades políticas

### Exército Republicano Irlandês e Sinn Féin

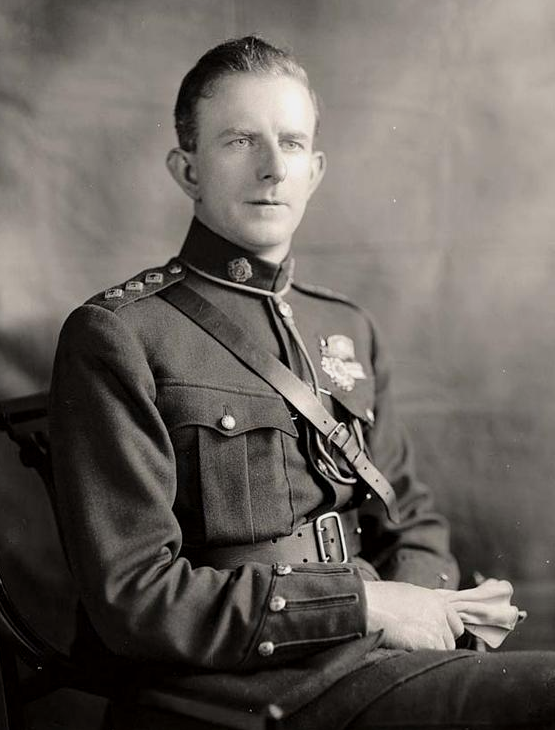
O'Duffy como Comissário da Guarda Síochána, 1922

Em 1917, O'Duffy juntou-se aos Voluntários Irlandeses e participou ativamente da Guerra da Independência da Irlanda, depois que essa organização se tornou o Exército Republicano Irlandês (IRA). Ele subiu rapidamente na hierarquia. Começou como Comandante de Seção da Companhia de Clones, depois Capitão, depois Comandante e finalmente nomeado Brigadeiro em 1919.  Ele chamou a atenção de Michael Collins, que o inscreveu na Irmandade Republicana Irlandesa (IRB) e apoiou seu avanço na hierarquia do movimento.   Um ano depois, Collins descreveu O'Duffy como "o padrinho do Ulster".  O envolvimento sênior de O'Duffy no GAA e o conhecimento de Monaghan em seu trabalho como agrimensor provaram ser inestimáveis para organização e recrutamento. 
Em 1918, O'Duffy tornou-se secretário do conselho da área norte de Monaghan do Sinn Féin.  Em 14 de setembro de 1918, ele e Daniel Hogan foram presos após uma partida do GAA e acusados de "reunião ilegal". Ele foi preso na prisão de Belfast e libertado em 19 de novembro de 1918.  Após sua libertação, O'Duffy se concentrou em organizar sua brigada e construiu uma rede de inteligência eficaz cultivando contatos com homens RIC suscetíveis. Ele foi forçado a fugir após uma invasão do RIC em sua casa em setembro de 1919, mas continuou a receber seu salário do Conselho do Condado de Monaghan. 
Em 15 de fevereiro de 1920, ele (junto com Ernie O'Malley) esteve envolvido na primeira captura de um quartel da Royal Irish Constabulary (RIC) pelo IRA em Ballytrain, em sua terra natal, Monaghan. O ataque aumentou o recrutamento local do IRA, abalou o moral do RIC e resultou no fechamento de muitos quartéis na zona rural de Monaghan.  O'Duffy foi mais uma vez detido e encarcerado na Prisão de Belfast, onde fez greve de fome.  Ele foi libertado em junho e arranjou quais candidatos do Sinn Féin concorreriam em Monaghan durante as eleições locais irlandesas de 1920. 
A brigada de O'Duffy começou a invadir casas de protestantes em busca de armas, aumentando as tensões sectárias.  Orangemen armados começaram a desfilar nas estradas das áreas unionistas e assassinatos olho por olho ocorreram em represália às baixas do IRA ocorridas durante os ataques.  Ele apoiou o Boicote a Belfast e sua brigada começou a assediar lojas protestantes, queimando vans de entrega de Belfast, invadindo trens que transportavam mercadorias do norte e sabotando trilhos ferroviários. 
O'Duffy tornou-se mais implacável em 1921, intensificando os ataques às forças britânicas e execuções de supostos informantes e outros oponentes do IRA.  Quando um comerciante protestante chamado George Lester deteve e revistou dois meninos que ele suspeitava serem transportadores de despachos do IRA em fevereiro de 1921, O'Duffy ordenou sua morte. Lester foi baleado, mas sobreviveu ao ferimento. Em retaliação, os B Specials invadiram Rosslea em 23 de fevereiro e saquearam a parte católica da cidade. Um mês depois, o IRA, comandado por O'Duffy, invadiu a cidade em represália, queimando quatorze casas e matando três protestantes, dois deles B Specials. 
Tornou-se diretor do exército em 1921. Em maio de 1921, ele foi devolvido como um Sinn Féin  para o eleitorado de Monaghan para o Second Dáil.  Ele foi reeleito nas eleições gerais de 1922. 
Em março de 1921, ele foi nomeado comandante da 2ª Divisão Norte do IRA. Após a trégua com os britânicos em julho de 1921, ele foi enviado para Belfast. Após o tumulto conhecido como Domingo Sangrento de Belfast, ele recebeu a tarefa de fazer a ligação com os britânicos para tentar manter a trégua e defender as áreas católicas contra ataques. Durante esse tempo, ele ganhou o apelido de "Dê a eles a liderança" após fazer um discurso beligerante em South Armagh, ameaçando que se os sindicalistas "decidissem que eram contra a Irlanda e contra seus compatriotas", o IRA "teria que usar a liderança contra eles".  Ele era Diretor de Organização no Úlster e oficial de ligação principal do Ulster na época em que o tratado foi assinado. 
Em janeiro de 1922, ele se tornou chefe de gabinete do IRA, substituindo Richard Mulcahy. O'Duffy era o general mais jovem da Europa até que Francisco Franco foi promovido a esse posto. 

### General da Guerra Civil e Garda Síochána

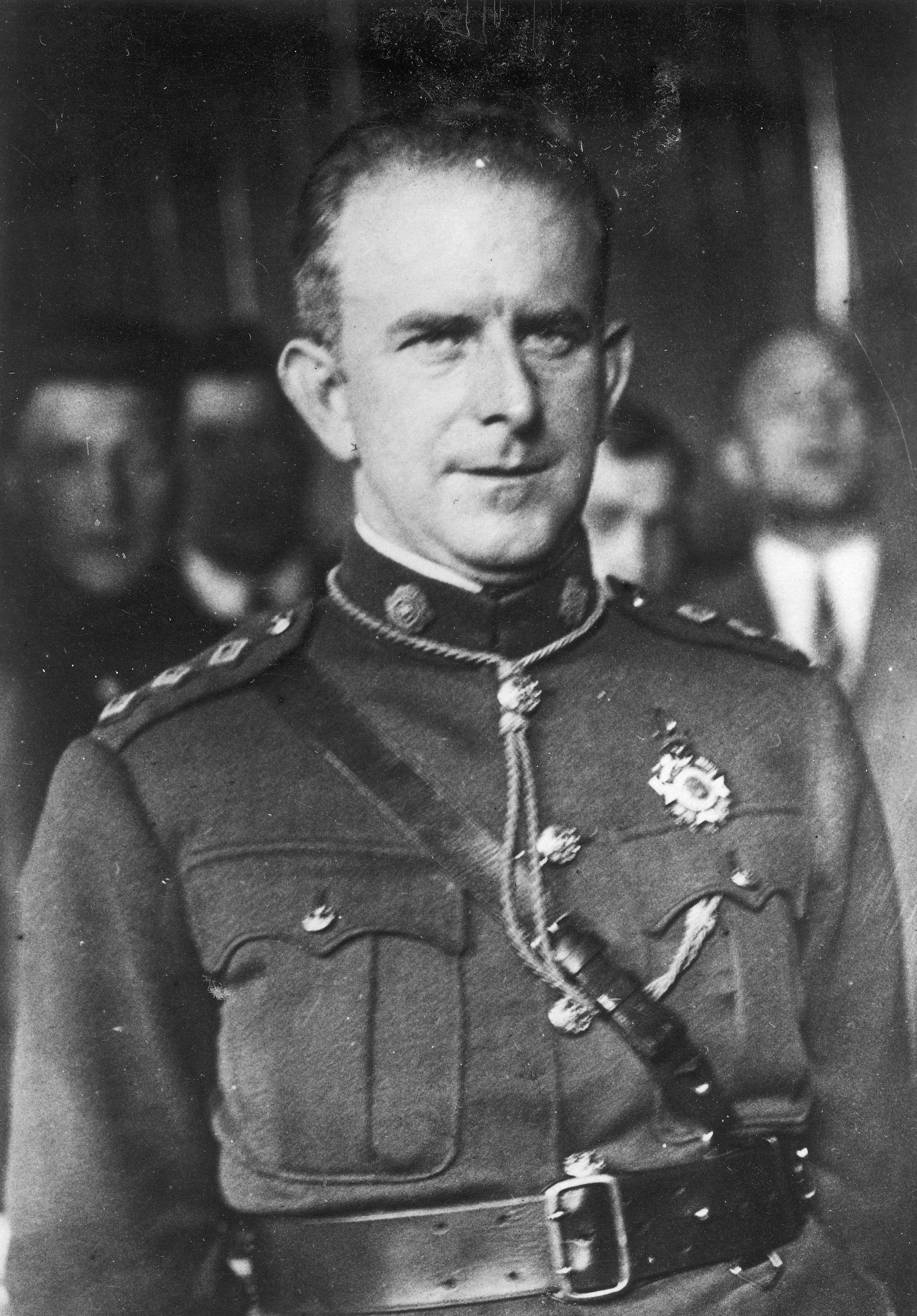
O'Duffy em seu uniforme como Comissário da Garda, c. 1922–33

Em 1921, ele apoiou o Tratado Anglo-Irlandês, sendo pessimista sobre as chances do IRA caso a guerra recomeçasse e vendo o tratado como um trampolim para uma república.  Frank Aiken, um futuro oponente militar e político, afirmou que, desde a assinatura do tratado até o ataque às Quatro Cortes em junho de 1922, O'Duffy fez um trabalho hercúleo para a causa pró-tratado. Além disso, Aiken sentiu que sem esses esforços, auxiliados por Mulcahy e Eoin MacNeill, a Guerra Civil não teria ocorrido. 
Em 14 de janeiro, Dan Hogan foi preso em Derry pelos B Specials. Em resposta, O'Duffy propôs o sequestro de uma centena de Orangemen proeminentes em Fermanagh e Tyrone para Collins. O ataque foi executado em 7 de fevereiro.  Em 22 de abril, O'Duffy acusou a 1ª Divisão Sul de Liam Lynch de reter armas destinadas ao IRA do Norte. Lynch, por sua vez, culpou O'Duffy pelos braços não alcançarem o norte. 
Ele serviu como general no Exército Nacional e recebeu o controle do Comando Sudoeste.  Na Guerra Civil Irlandesa que se seguiu, ele foi um dos arquitetos por trás da estratégia do Estado Livre de desembarques marítimos em áreas controladas pelos republicanos. Ele levou Limerick para o Estado Livre em julho de 1922, antes de ser detido na Batalha de Killmallock ao sul da cidade. As inimizades da era da guerra civil permaneceriam com O'Duffy ao longo de sua carreira política. 
Em setembro de 1922, o Ministro de Assuntos Internos Kevin O'Higgins estava passando por indisciplina dentro da recém-formada Garda Síochána e O'Duffy foi nomeado Comissário da Garda após renunciar ao exército para assumir o cargo. O'Duffy foi um ótimo organizador e recebeu muito do crédito pelo surgimento de uma força policial amplamente respeitada, apolítica e desarmada. Ele insistiu em um ethos católico para distinguir os Gardaí de seus predecessores do Royal Irish Constabulary (RIC) e regularmente dizia aos membros da força que eles não eram apenas homens trabalhando em um trabalho comum, mas policiais cumprindo seu dever religioso.  Ele também era um oponente declarado do álcool na polícia, instruindo Gardaí a evitá-lo em seu primeiro discurso público como Comissário da Garda. Ele encorajou os membros da Garda a se juntarem à Associação Pioneira de Abstinência Total do Sagrado Coração. Embora Garda não tivesse permissão para usar alfinetes em seu uniforme, O'Duffy abriu uma exceção para o alfinete Pioneer.   
Em fevereiro, após uma eleição geral em 1933, Éamon de Valera demitiu O'Duffy como Comissário da Garda. No Dáil de Valera explicou o motivo de sua demissão, afirmando que "[O'Duffy] provavelmente seria tendencioso em sua atitude por causa de afiliações políticas anteriores". A verdadeira razão, no entanto, parece ter sido a descoberta do novo governo de que, em 1932, O'Duffy's era uma das vozes que instava WT Cosgrave a recorrer a um golpe militar em vez de entregar o poder ao novo governo Fianna Fáil.  O'Duffy recusou a oferta de outro cargo de posição equivalente no serviço público.  Ernest Blythe disse muitos anos depois que o governo cessante ficou tão alarmado com a conduta de O'Duffy que, se tivesse voltado ao poder, também teria agido como De Valera e demitido O'Duffy do cargo de comissário da Garda.  No entanto, a demissão de O'Duffy foi criticada no Dáil na época por políticos da oposição. 

### Líder dos Camisas Azuis

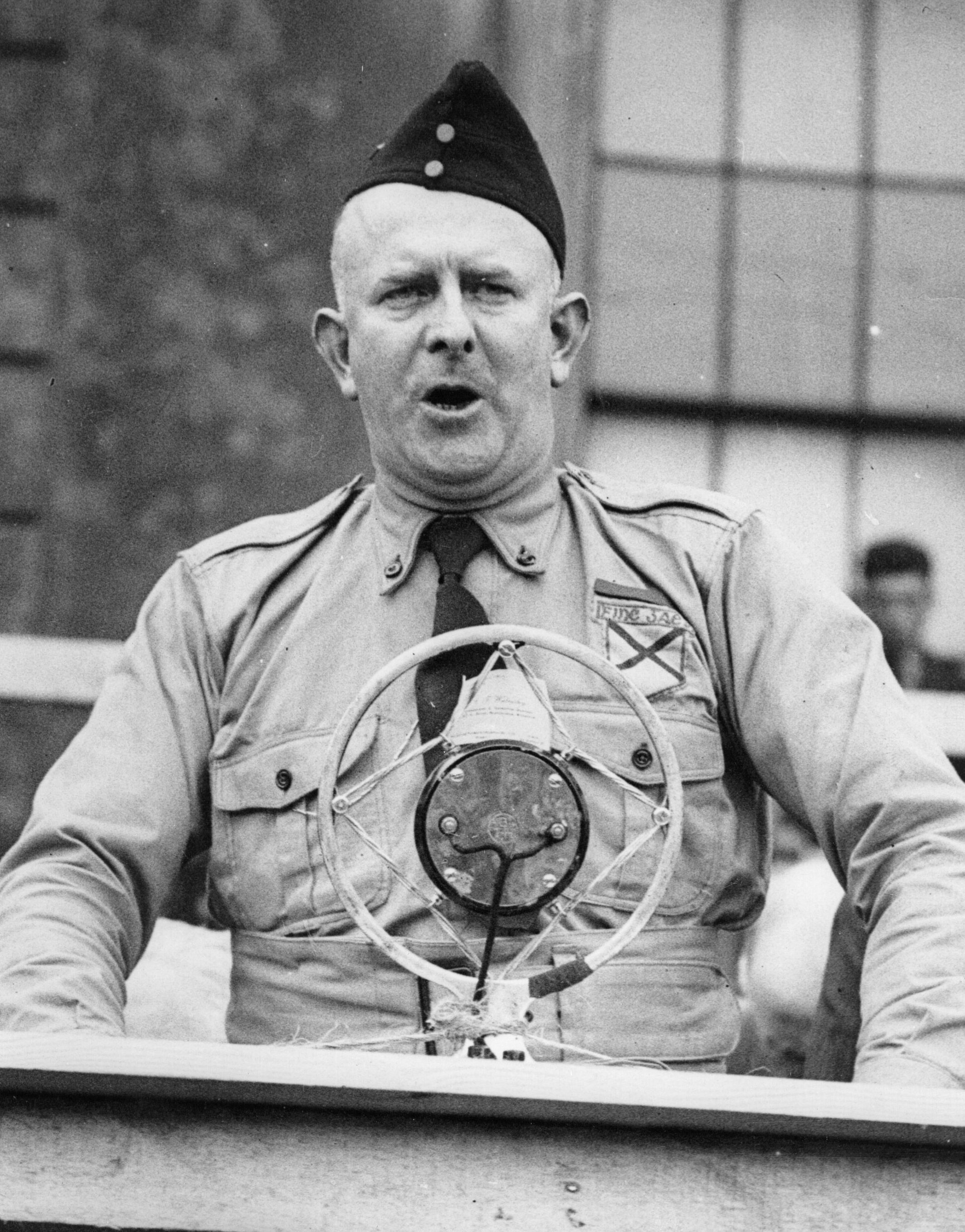
O'Duffy falando em um comício em setembro de 1934

Em julho de 1933, O'Duffy, instado por Blythe e Thomas F. O'Higgins, tornou-se líder da Army Comrades Association, uma organização criada para proteger as reuniões públicas de Cumann na nGaedheal, que foram interrompidas sob o slogan "Sem liberdade de expressão para Traidores" por membros do Exército Republicano Irlandês recentemente confiantes após as eleições. O'Duffy e muitos outros elementos conservadores dentro do Estado Livre Irlandês começaram a abraçar a ideologia fascista, que estava em voga na época e O'Duffy era visto como a escolha ideal para liderar os Blueshirts, pois era considerado carismático, habilidoso em organizar e também não contaminado pela associação com os fracassos do governo anterior de Cumann na nGaedheal. 
O'Duffy foi aprovado como líder da ACA em 20 de julho.  Ele logo mudou o nome desse novo movimento para Guarda Nacional. Um admirador do líder italiano Benito Mussolini, O'Duffy e sua organização adotaram símbolos externos do fascismo europeu, como a saudação romana de braço reto e um distintivo uniforme azul. Não demorou muito para que eles se tornassem conhecidos como Blueshirts, semelhantes aos camisas negras italianas e às camisas marrons alemãs.  O'Duffy estabeleceu um jornal semanal, o Blueshirt, e publicou uma nova constituição que promovia o corporativismo, a unificação irlandesa e a oposição ao controle e influência "alienígena". 
Em agosto de 1933, um desfile foi planejado pelos Blueshirts em Dublin para homenagear Michael Collins e Arthur Griffith, ambos falecidos 11 anos antes. Esta foi uma imitação da Marcha sobre Roma de Mussolini e foi percebida como tal, apesar das afirmações contrárias. De Valera temia um golpe de estado semelhante ao visto na Itália e o Poder Especial invadiu as casas de tratados proeminentes para apreender suas armas de fogo.  Em 11 de agosto, de Valera restabeleceu a Lei da Constituição (Emenda nº 17) de 1931, proibiu o desfile e colocou Gardaí fora de locais importantes. 
Em 22 de agosto, os Blueshirts foram declarados uma organização ilegal.  Para contornar essa proibição, o movimento mais uma vez adotou um novo nome, desta vez denominando-se Liga da Juventude. Em 1933, um grupo de republicanos irlandeses, um dos quais era Dan Keating, planejou assassinar O'Duffy em Ballyseedy, Condado de Kerry, enquanto ele estava a caminho de uma reunião. Um homem foi enviado a Limerick para descobrir em qual carro O'Duffy estaria viajando, mas o homem deu informações falsas de propósito e O'Duffy escapou. 
Durante os estágios iniciais da Segunda Guerra Ítalo-Etíope em 1935, O'Duffy ofereceu a Benito Mussolini o serviço de 1000 Blueshirts porque acreditava que a guerra representava a luta entre a civilização e a barbárie. Em 18 de setembro, em uma entrevista, ele disse que os Camisas Azuis estavam se oferecendo para lutar "não pela Itália ou contra a Abissínia, mas pelo princípio do sistema corporativo "contra o qual "as forças do marxismo e do capitalismo" se posicionaram. 
O'Duffy e alguns de seus homens também compareceram à conferência fascista internacional de 1934 em Montreux, onde ele argumentou contra o anti-semitismo, dizendo à conferência que eles "não tinham nenhum problema judaico na Irlanda" e que ele "não poderia subscrever o princípio da a perseguição de qualquer raça".  

### Fine Gael

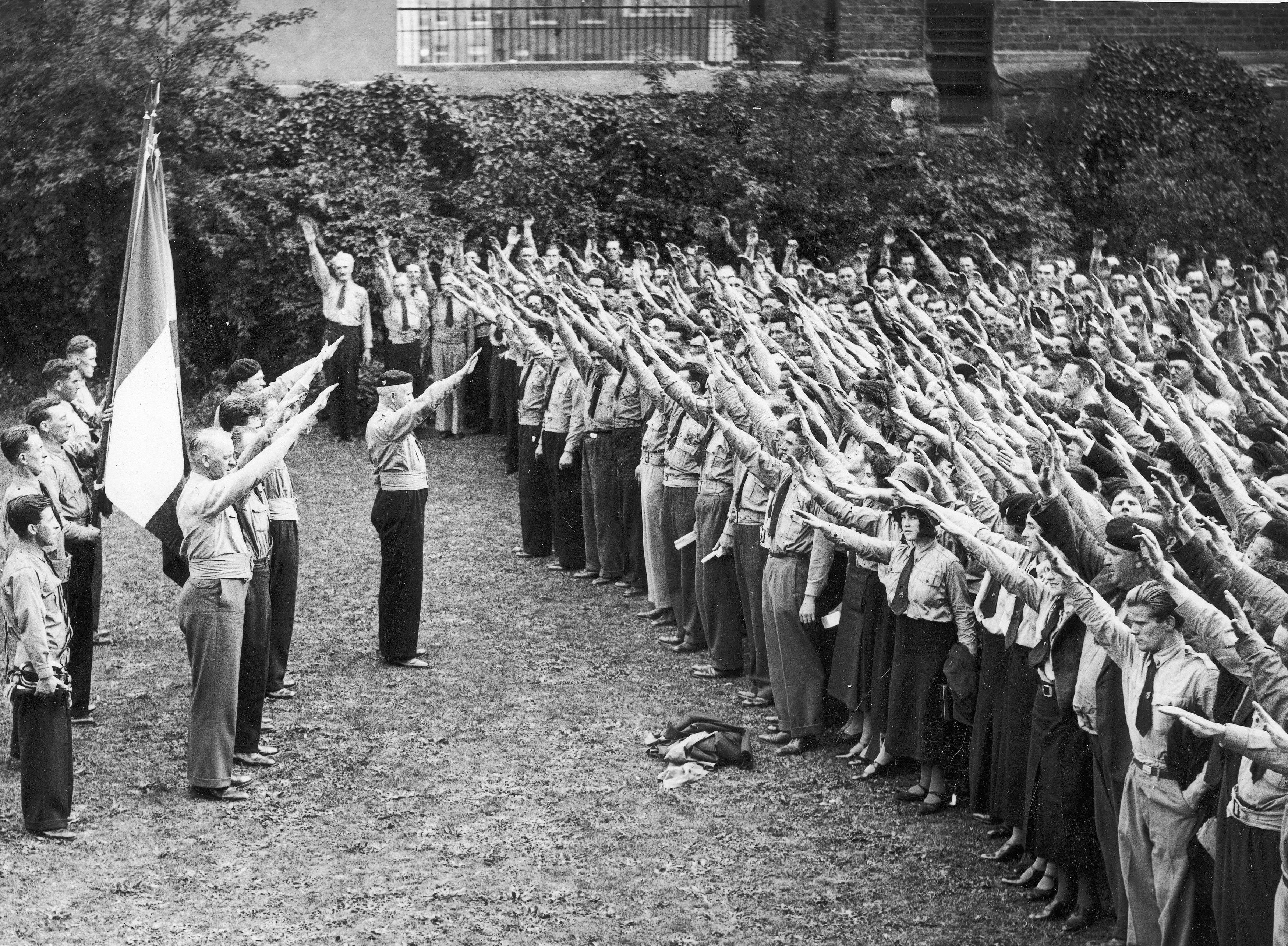
O'Duffy liderando uma saudação com os Blueshirts, dezembro de 1934

Em 24 de agosto de 1933, representantes de Cumann na nGaedheal e do Partido do Centro Nacional abordaram O'Duffy, oferecendo que os Blueshirts se juntassem a suas fileiras em troca de O'Duffy se tornar seu líder. Em 8 de setembro, os Blueshirts, sob pressão após a proibição de de Valera da organização, aprovaram a fusão e assim Cumann na nGaedheal, o Partido do Centro e o movimento Blueshirt se fundiram para formar o Fine Gael.  O'Duffy, embora não seja um TD, tornou-se o primeiro líder, com o ex-presidente do Conselho Executivo W.T. Cosgrave servindo como líder parlamentar e vice-presidente. A Guarda Nacional, agora rebatizada de Young Ireland Association, foi transformada de um grupo paramilitar ilegal em uma ala militante de um partido político.
O documento político do novo partido, publicado em meados de novembro de 1933, buscava a reunificação da Irlanda dentro da Comunidade Britânica, mas não fazia menção a um parlamento corporativista e se comprometia com a democracia. Como resultado, O'Duffy foi forçado a diminuir o tom de sua retórica antidemocrática, embora muitos de seus colegas Blueshirt continuassem a defender o autoritarismo. 
As reuniões do Fine Gael eram frequentemente atacadas por membros do IRA e a turnê de O'Duffy pelas cidades rurais resultou em tensões e violência.  Em 6 de outubro de 1933, O'Duffy se envolveu em distúrbios em Tralee, durante os quais foi atingido por um martelo na cabeça e teve seu carro incendiado enquanto tentava comparecer a uma convenção do Fine Gael.  De Valera usou a violência para justificar a repressão às atividades do Blueshirt. Um ataque à Young Ireland Association encontrou evidências de que era a Guarda Nacional com outro nome, e a organização foi novamente banida.  O'Duffy respondeu com um discurso em Ballyshannon onde se referiu a si mesmo como um republicano e declarou que "sempre que o Sr. de Valera foge da República e prende vocês, republicanos, e os coloca a bordo de camas em Mountjoy, ele tem direito ao destino que ele deu a Mick Collins e Kevin O'Higgins".  O'Duffy foi preso pelo Gardaí vários dias depois.  Ele foi inicialmente libertado em apelação, mas foi intimado a comparecer perante o Tribunal Militar dois dias depois e acusado de pertencer a uma organização ilegal e incitação ao assassinato do presidente do conselho executivo, no entanto, eles não conseguiram condená-lo por nenhuma das acusações. 
O'Duffy provou ser um líder inadequado: ele era mais um soldado do que um político e era temperamental. Ele se ressentia da deriva de Cumann na nGaedheal do republicanismo após a morte de Collins em 1922, e insistiu que o Fine Gael não "ficaria em segundo plano para ninguém na questão da nacionalidade".  As visões nacionalistas de O'Duffy alienaram ex-sindicalistas que apoiavam Cumann na nGaedheal desde a guerra civil, alarmaram moderados pró-Commonwealth em Fine Gael e resultaram em O'Duffy sendo objeto de uma ordem de exclusão na Irlanda do Norte.  O'Duffy também entrou em conflito com seu partido em questões econômicas. Enquanto Fine Gael favorecia o retorno à agricultura de pastagens e ao livre-comércio, O'Duffy apoiava os experimentos de lavoura e protecionismo implementados por seus rivais do Fianna Fáil e foi forçado a tentar um meio-termo entre os dois. 
Seus colegas do Fine Gael, que se consideravam defensores da lei e da ordem, ficaram constrangidos com o uso de violência e ataques aos Gardaí pelos Camisas Azuis, além das conexões de O'Duffy com organizações fascistas estrangeiras e sua visão do IRA como comunista. grupo.  O prestígio de O'Duffy foi prejudicado quando Fine Gael só ganhou a maioria em seis conselhos contra os quinze de Fianna Fáil nas eleições locais irlandesas de 1934, depois que O'Duffy previu que levaria vinte.  O custo do ativismo do Blueshirt também começou a prejudicar financeiramente o partido.  A aprovação de O'Duffy da agitação ilegal contra a cobrança de anuidades de terra pelo governo, a declaração de seu apoio a uma república e a revelação de suas conexões com a União Britânica de Fascistas e o Fedrelandslaget foram a gota d'água para os moderados em Fine Gael. Em 5 e 7 de setembro de 1934, Cosgrave, Ned Cronin e James Dillon conheceram O'Duffy, resultando em um acordo de que O'Duffy poderia "entregar apenas discursos cuidadosamente preparados e concisos de manuscritos" e dar entrevistas "somente após consulta e por escrito". Em resposta, O'Duffy renunciou ao partido em 18 de setembro. 
Após sua renúncia, O'Duffy denunciou o Fine Gael como "o partido pan-britânico do Estado Livre" e afirmou que renunciou "porque não estava preparado para liderar a Liga da Juventude com a Union Jack amarrada ao pescoço". 

### Guerra Civil Espanhola
A princípio, O'Duffy anunciou à imprensa que "estava feliz por estar fora da política", mas em outubro de 1934 anunciou suas intenções de liderar os Blueshirts como um movimento independente. Os Blueshirts se dividiram em duas facções, uma apoiando O'Duffy e a outra apoiando a liderança de Ned Cronin.  O'Duffy e Cronin viajaram pelo país tentando ganhar o apoio das filiais locais da Blueshirt.  Em 1935, os Blueshirts se desintegraram. Buscando recuperar sua antiga influência política, O'Duffy tentou cortejar o IRA, encorajando seus seguidores a usar lírios da Páscoa e desistir de delatar os republicanos.  Em junho de 1935, O'Duffy lançou o National Corporate Party, um partido político fascista inspirado no italiano Mussolini.
No ano seguinte, organizou uma Brigada Irlandesa para lutar por Francisco Franco na Guerra Civil Espanhola. Ele foi motivado a fazê-lo pela ligação histórica da Irlanda com a Espanha, seu devoto anticomunismo e uma vontade de defender o catolicismo, afirmando "Não é um conflito entre fascismo e antifascismo, mas entre Cristo e o anticristo".  Em Londres, em setembro de 1936, O'Duffy conheceu Juan de la Cierva e Emilio Mola, prometendo que recrutaria um contingente irlandês para lutar contra os republicanos. 
Apesar do governo irlandês desaconselhar a participação na guerra, 700 dos seguidores de O'Duffy foram para a Espanha para lutar ao lado de Franco. Mais tarde, ele afirmou que recebeu mais de 7.000 inscrições, mas várias complicações significaram que apenas 700 delas chegaram à Espanha.  Os homens de O'Duffy viram poucos combates e foram mandados para casa por Franco, retornando em junho de 1937.  Franco não ficou impressionado com a falta de experiência militar da Brigada e houve discussões amargas entre O'Duffy e seus oficiais sobre a direção da Brigada. 

## Vida posterior e morte
O'Duffy voltou da Espanha para a Irlanda em desordem. Ele escreveu um livro, Crusade in Spain (1938), sobre a Brigada Irlandesa na Espanha. O livro tinha conotações anti-semitas; O'Duffy escreveu que os sindicatos são "poderosas organizações políticas judaico-maçônicas, dirigidas e focadas pela Internacional Comunista".  Mais tarde, ele parabenizou o general Franco por vencer a Guerra Civil Espanhola; Franco agradeceu a O'Duffy por enviar felicitações "pela vitória do exército espanhol em defesa do cristianismo, da civilização ocidental e da humanidade, sobre as forças da destruição e da desordem". 
Em 1936, O'Duffy participou da reunião de fundação da Cumann Poblachta na hÉireann, mas nunca se tornou membro.  Em 1940, ele também participou da reunião de fundação do Córas na Poblachta junto com ex-líderes da Frente Cristã Irlandesa.  Em 1939, o The Irish Times relatou que O'Duffy e seus seguidores estavam tentando estabelecer uma nova organização, mas nada se materializou.  Posteriormente, ele foi colocado sob vigilância pelo G2.
Em fevereiro de 1939, ele se encontrou com Oskar Pfaus, um espião alemão que colocou em contato com o IRA. Ele também conheceu o diplomata italiano Vincenzo Berardis.  Berardis avaliou O'Duffy como um fascista comprometido e observou sua aprovação do S-Plan e sua oposição à coerção de De Valera contra o IRA.  Um mês depois, O'Duffy encontrou Berardis novamente para solicitar seu apoio a um novo partido fascista que uniria fascistas e republicanos irlandeses.  Acredita-se que ele tenha se encontrado com várias figuras importantes do IRA e com o diplomata alemão Eduard Hempel em um canto remoto de Donegal durante o verão de 1939. O G2 suspeitou que O'Duffy estava "flertando com o IRA" ao agir como negociador entre eles e os alemães. A certa altura, foi oferecido a O'Duffy um cargo de oficial de inteligência do IRA e, em outra ocasião, ele foi convidado a se juntar aos ex-chefes de gabinete do IRA, Moss Twomey e Andy Cooney, em um protesto contra a "invasão ianque dos seis condados" no verão de 1941. 
No início de novembro de 1940, O'Duffy conversou com o espião alemão Hermann Goertz em uma reunião organizada por Seamus O'Donovan . O'Duffy causou uma boa impressão em Goertz e o colocou em contato com o general Hugo MacNeill, que se reuniu com O'Duffy e o diplomata alemão Henning Thomsen no mês seguinte para traçar um entendimento bilateral entre o exército irlandês e a Alemanha no caso de um Invasão britânica da Irlanda. 
No verão de 1943, O'Duffy abordou a Legação Alemã em Dublin com uma oferta para organizar uma Legião Voluntária Irlandesa para uso na Frente Oriental. Ele explicou sua oferta ao embaixador alemão como um desejo de "salvar a Europa do bolchevismo". Ele solicitou que uma aeronave fosse enviada da Alemanha para que ele pudesse conduzir as negociações necessárias em Berlim. A oferta "não foi levada a sério".  A essa altura, O'Duffy havia desenvolvido um sério problema com a bebida  e sua saúde começou a se deteriorar seriamente; ele morreu em 30 de novembro de 1944, aos 54 anos. Ele recebeu um funeral de estado. Após a missa de réquiem na pró-catedral de St Mary, ele foi enterrado no cemitério de Glasnevin. 
Em 2006, a RTÉ exibiu um documentário intitulado Eoin O'Duffy - An Irish Fascist. 

## Galeria
- Arquivo de inteligência do exército britânico para Owen O'Duffy (Eoin O'Duffy)